# فارافانگانا
فارافانگانا (به مالاگاسی: Farafangana، فَرَفَعَنَ) یک منطقهٔ مسکونی در ماداگاسکار است که در فرافنگانا واقع شده‌است. فارافانگانا ۲۷٫۰ کیلومتر مربع مساحت و ۳۴٬۶۷۶ نفر جمعیت دارد و ۱ متر بالاتر از سطح دریا واقع شده‌است.